# Kvarterskyrkan Mariehäll

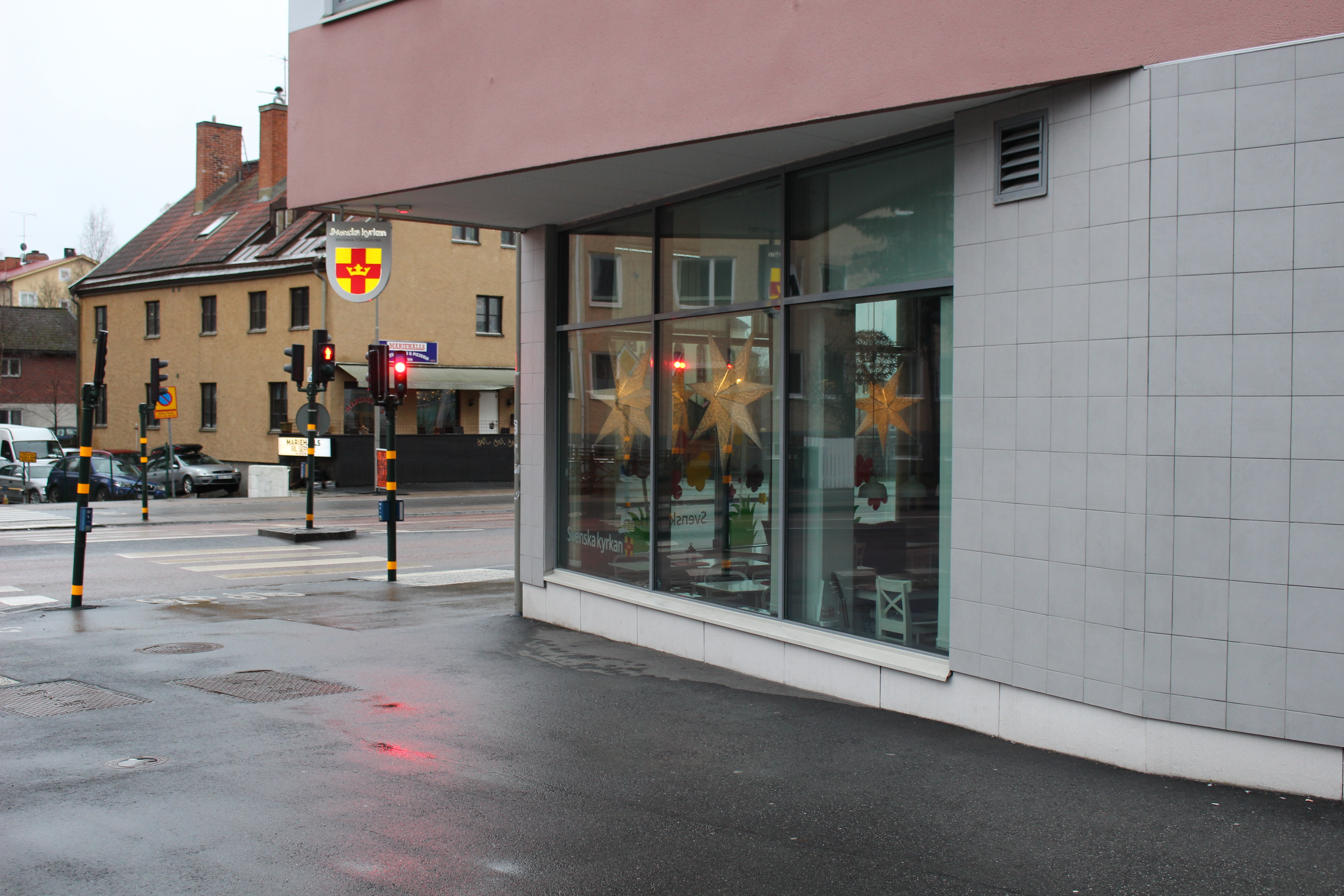
Kvarterskyrkan i Mariehäll.

Kvarterskyrkan Mariehäll är en kyrka i Bromma i Stockholms kommun. Den är församlingskyrka i Bromma församling i Stockholms stift.
Hösten 2015 öppnade Bromma församling Kvarterskyrkan Mariehäll. I dag är den en mötesplats för föräldralediga tre förmiddagar i veckan och en förmiddag i veckan bedrivs seniorcafé. På måndag eftermiddagar fylls lokalen av miniorer. Här finns en mindre kyrkdel och en gemenskapsdel. 
Kvarterskyrkan Mariehäll ligger på Bällstavägen 44 i stadsdelen Mariehäll i Bromma.
Tidigare ägde Bromma församling Mariehällskyrkan som ligger på andra sidan gatan.